# Bogumił Zwolski
Bogumił Zwolski (ur. 19 kwietnia 1910 w Bliżynie koło Końskich, zm. 15 czerwca 1979 w Łodzi) – polski historyk, badacz dziejów Litwy.

## Życiorys
Studiował historię na USB w Wilnie pod kierunkiem Stanisława Kościałkowskiego (mgr 1931 – Przydomki władców polskich z epoki piastowskiej). Był sekretarzem pisma „Ateneum Wileńskie”. W trakcie studiów na USB był członkiem Akademickiego Klubu Włóczęgów Wileńskich, gdzie jego kolegami byli między innymi Czesław Miłosz, Paweł Jasienica i Teodor Bujnicki. W latach 1936–1939 pracował w prywatnym gimnazjum w Wilnie. W 1937 uzyskał doktorat na podstawie pracy Sprawa Zboru Ewangelicko-Reformowanego w Wilnie w latach 1639–1641 (druk 1936) pod kierunkiem Stanisława Kościałkowskiego. Przygotowywał pracę habilitacyjną z historii gospodarczej miast litewskich (Ceny w Wilnie XVI-XVIII w. – materiały spłonęły podczas okupacji w 1944), konsultowaną z Franciszkiem Bujakiem Walcząc nad Narwią i Bugiem w kampanii wrześniowej, 14 września 1939 dostał się do niewoli pod Wodyniem. W latach 1939–1945 przebywał w niemieckich obozach jenieckich min w Woldenbergu. Po 1945 związany z UŁ – 1945–1955 adiunkt, 1955–1957 zastępca profesora, od 1957 docent. Od 1966 do 1979 kierownik Zakładu Historii Powszechnej Średniowiecznej (po reorganizacji w 1975 Historii Starożytnej i Średniowiecznej). Równocześnie w latach 1948–1954 pracownik Państwowej Wyższej Szkoły Pedagogicznej. Zajmował się dziejami Wielkiego Księstwa Litewskiego, zwłaszcza historią reformacji. Uznany dydaktyk – z jego seminarium wywodzi się m.in. Małgorzata Dąbrowska, Romuald Wróblewski. Jego żoną była Wanda Zwolska – historyk, specjalistka od dydaktyki historii.

## Wybrane publikacje
- Władysław IV na ziemiach b. W. Ks. Litewskiego, Wilno: Dziennik Urzędowego Kuratorjum Okręgu Szkolnego Wileńskiego 1935.
- Sprawa Zboru Ewangelicko-Reformowanego w Wilnie w latach 1639–1641, Wilno: Magistrat miasta Wilna 1936.
- Wileńszczyzna, Nowogródczyzna i Białostoczyzna za Jana Kazimierza, Wilno: Dziennik Urzędowy Kuratorjum Okręgu Szkolnego Wileńskiego 1936.
- Wileńszczyzna, Nowogródczyzna i Białostoczyzna za Zygmunta III, Wilno: Dziennik Urzędowy Kuratorjum Okręgu Szkolnego Wileńskiego 1936.
- Wileńszczyzna, Nowogródczyzna i płn.-wschodnia Białostoczyzna za Zygmunta I, Wilno: Dziennik Urzędowy Kuratorium Okręgu Szkolnego Wileńskiego 1937.
- Zburzenie zboru ewangelicko-reformowanego w Wilnie w r. 1682, Wilno 1937 (odbitka z: „Ateneum Wileńskie” R. 12 1937).
- (opracowanie, współautor) Ludwik Janowski, Słownik bio-bibliograficzny dawnego Uniwersytetu Wileńskiego, pod red. Ryszarda Mienickiego przy współudziale Marty Burbianki i Bogumiła Zwolskiego, Wilno: Towarzystwo Przyjaciół Nauk z zasiłku Funduszu Kultury Narodowej J. Piłsudskiego 1939.
- (Opracowanie tekstów i tłumaczenie z jęz. grec. i łac.: Halina Kappesowa i Bogumił Zwolski) Marian Henryk Serejski, Upadek cesarstwa rzymskiego i początki feudalizmu na Zachodzie i w Bizancjum, Warszawa: Państwowe Wydawnictwo Naukowe 1954.
- współautor: Halina Evert-Kappesowa, Historia starożytna dla kl. 8, Warszawa: Państwowe Zakłady Wydawnictw Szkolnych 1958 (wiele wydań).